# Chantal van Brummelen
Chantal van Brummelen is een Nederlandse zangeres/gitariste uit Arnhem die bekendheid kreeg in de meidenband Bad Candy, die bestond van 2002-2006.
Chantal begon net als vele andere zangeressen op de middelbare school met optreden met een coverband. Als ze 18 jaar wordt, koopt ze een telecaster en vanaf dat moment verandert alles. Nog geen jaar later  stopt ze haar studie modevormgeving en tekent ze een contract bij EMI, en maakt ze als gitariste vijf jaar lang deel uit van de meidenband ‘Bad Candy’. Ze toeren door Nederland en Duitsland, staan in het voorprogramma van Pink!, hebben een eigen soap op Nickelodeon en nemen hun debuutalbum op in Zweden met hulp van songwriters als Johan Elofsson en Andreas Karlsson, David Gibbs, The Veronicas and Paul Stanley, Johan Ramstrom en Patrik Magnusson. De band stopt en een slepende rechtszaak is het resultaat.
Hierna is van Brummelen een jaar actief in het sessiecircuit. Ze besluit terug te gaan naar haar eerste liefde, zingen, en zich te storten op het ontwikkelen van haar stem en performance op de Rockacademie. Daar ontstaan nieuwe muzikale wegen en krijgt ze de kans om o.a te spelen met de Classic Album Allstar Band waarmee ze het album 'Jagged Little Pill' van Alanis Morissette te horen brengen op 3fm. Ze wordt zangeres van de band Davenport, speelt daarmee o.a in het voorprogramma van Elliot Minor en 3 Story's High en sluit ze zich aan bij Norman Kapoyos & the Swinging Mood Orchestra waar ze speelt met leden van onder andere GEM en Krezip. 
In de zomer van 2009 besluit ze Davenport te verlaten en zich te concentreren op haar nieuwe band: Vikki and the Violence.